# Besenyszög
Besenyszög là một thị trấn thuộc hạt Jász-Nagykun-Szolnok, Hungary. Thị trấn này có diện tích 138,08 km², dân số năm 2010 là 3432 người, mật độ 25 người/km².